# Nikola Knežević
Nikola Knežević (in serbo Никола Кнежевић?; Zemun, 10 marzo 2003) è un calciatore serbo, centrocampista dell'OFK Belgrado.

## Carriera
Cresciuto nel settore giovanile della Stella Rossa, il 3 luglio 2021 viene ceduto a titolo temporaneo al Grafičar Belgrado, con cui inizia la carriera professionistica; il 5 luglio 2022 rinnova con i biancorossi fino al 2025, rimanendo in prestito al Grafičar. Nel gennaio del 2023, dopo un'ottima prima parte di stagione, si trasferisce, sempre a titolo temporaneo, al Napredak Kruševac; il 28 luglio seguente rinnova fino al 2027 e viene inserito nella rosa della Stella Rossa, giocando quindi in doppio tesseramento con l'OFK Belgrado. Nel settembre del 2024 viene acquistato a titolo definitivo dal club biancazzurro.

## Statistiche

### Presenze e reti nei club
Statistiche aggiornate al 17 luglio 2025.
| Stagione                 | Squadra                  | Campionato               | Campionato | Campionato | Coppe nazionali | Coppe nazionali | Coppe nazionali | Coppe continentali | Coppe continentali | Coppe continentali | Altre coppe | Altre coppe | Altre coppe | Totale | Totale |
| Stagione                 | Squadra                  | Comp                     | Pres       | Reti       | Comp            | Pres            | Reti            | Comp               | Pres               | Reti               | Comp        | Pres        | Reti        | Pres   | Reti   |
| ------------------------ | ------------------------ | ------------------------ | ---------- | ---------- | --------------- | --------------- | --------------- | ------------------ | ------------------ | ------------------ | ----------- | ----------- | ----------- | ------ | ------ |
| 2021-2022                | Grafičar Belgrado        | PL                       | 31         | 4          | CS              | 0               | 0               | -                  | -                  | -                  | -           | -           | -           | 31     | 4      |
| 2022-gen. 2023           | Grafičar Belgrado        | PL                       | 18         | 7          | CS              | 1               | 0               | -                  | -                  | -                  | -           | -           | -           | 19     | 7      |
| Totale Grafičar Belgrado | Totale Grafičar Belgrado | Totale Grafičar Belgrado | 49         | 11         |                 | 1               | 0               |                    | -                  | -                  |             | -           | -           | 44     | 10     |
| gen.-giu. 2023           | Napredak Kruševac        | SL                       | 15         | 0          | KS              | 1               | 0               | -                  | -                  | -                  | -           | -           | -           | 16     | 0      |
| 2023-2024                | Stella Rossa             | SL                       | 7          | 1          | CS              | 3               | 2               | UCL                | 0                  | 0                  | -           | -           | -           | 10     | 3      |
| 2023-2024                | OFK Belgrado             | PL                       | 24         | 4          | -               | -               | -               | -                  | -                  | -                  | -           | -           | -           | 24     | 4      |
| 2024-2025                | OFK Belgrado             | SL                       | 27         | 4          | KS              | 1               | 0               | -                  | -                  | -                  | -           | -           | -           | 28     | 4      |
| Totale OFK Belgrado      | Totale OFK Belgrado      | Totale OFK Belgrado      | 51         | 8          |                 | 1               | 0               |                    | -                  | -                  |             | -           | -           | 52     | 8      |
| Totale carriera          | Totale carriera          | Totale carriera          | 122        | 20         |                 | 6               | 2               |                    | 0                  | 0                  |             | -           | -           | 128    | 22     |

## Palmarès

### Club

#### Competizioni nazionali
- Campionato serbo: 1

Stella Rossa: 2023-2024
- Prva Liga Srbija: 1

OFK Belgrado: 2023-2024
- Coppa di Serbia: 1

Stella Rossa: 2023-2024